# Heinrich Ott
Heinrich Ott (...) è un ex bobbista svizzero.

## Biografia
Viene ricordato per una medaglia di bronzo nella sua disciplina, ottenuta ai campionati mondiali del 1987 (edizione tenutasi a St. Moritz, Svizzera) insieme ai connazionali Ralph Pichler, Edgar Dietsche e Celeste Poltera. Nell'edizione l'argento andò alla Svizzera, l'oro alla Svizzera.